# Hadsel
Hadsel est une kommune de Norvège, de l'archipel de  Vesterålen, dans le comté de Nordland. Le centre administratif de la municipalité est la ville de Stokmarknes.

## Description
Elle est la commune la plus méridionale de la région des Vesterålen et s'étend sur quatre îles principales : Hadseløya, Hinnøya,  Langøya et Austvågøya. Elle compte aussi d'autres îles : Børøya, Brottøya, Holdøya, Siløya et Ulvøya…
L'aéroport de Stokmarknes est à proximité. C'est l'aéroport le plus fréquenté pour les petits avions en Norvège. 

## Aire protégée
- Certaines parties du Parc national de Møysalen sont situées à Hadsel.
- Réserve naturelle d'Ulvøyværet.
- Réserve naturelle de Seløya.

## Localités
- Ånnstad (68° 32′ 00″ N, 14° 42′ 00″ E)
- Breidvika (68° 35′ 00″ N, 14° 44′ 00″ E)
- Fiskebøl (68° 25′ 45″ N, 14° 49′ 11″ E)
- Fleinnes (68° 38′ 00″ N, 14° 50′ 00″ E)
- Gjerstad
- Grytting (68° 37′ 00″ N, 15° 08′ 00″ E)
- Hennes (68° 32′ 00″ N, 15° 13′ 00″ E)
- Higrav (68° 22′ 00″ N, 14° 46′ 00″ E)
- Klakk (68° 32′ 00″ N, 14° 58′ 00″ E)
- Kvitnes (68° 35′ 00″ N, 15° 14′ 00″ E)
- Lekang (68° 32′ 27″ N, 15° 00′ 00″ E)
- Lonkan (68° 31′ 00″ N, 15° 16′ 00″ E)
- Melbu (68° 30′ 16″ N, 14° 49′ 47″ E)
- Myrland (68° 27′ 31″ N, 15° 04′ 10″ E)
- Ongstad (68° 31′ 00″ N, 14° 44′ 00″ E)
- Raften (68° 23′ 55″ N, 15° 08′ 45″ E)
- Sandnes (68° 35′ 00″ N, 14° 53′ 00″ E)
- Skagen (68° 35′ 00″ N, 15° 03′ 00″ E)
- Strønstad (68° 26′ 00″ N, 14° 45′ 00″ E)
- Tengelfjorden (68° 25′ 20″ N, 15° 10′ 35″ E)
- Vik (68° 36′ 00″ N, 14° 53′ 00″ E)